# گرواسیا
گرواسیا (به فرانسوی: Groissiat) یک کمون در فرانسه است که در Canton of Oyonnax-Sud واقع شده‌است.

## خصوصیات
گرواسیا ۶٫۳۲ کیلومترمربع مساحت و ۱٬۱۱۶ نفر جمعیت دارد و ۵۳۰ متر بالاتر از سطح دریا واقع شده‌است.